# Égrenne
Die Égrenne ist ein rund 37 Kilometer langer Fluss in der Region Normandie, im Norden Frankreichs.

## Verlauf
Die Égrenne entspringt knapp südlich des Ortes Saint-Sauveur de Chaulieu im Gemeindegebiet von Chaulieu und entwässert generell in südöstlicher Richtung. Sie bildet über weite Strecken die Grenze zwischen den Départements Manche und Orne. Die Égrenne erreicht schließlich den Regionalen Naturpark Normandie-Maine, folgt zunächst seiner Außengrenze und durchquert ihn schließlich Richtung Süden. Der Fluss mündet an der Gemeindegrenze von Saint-Mars-d’Égrenne und Torchamp im Département Orne als rechter Nebenfluss in die Varenne.

## Orte am Fluss
- Lonlay-l’Abbaye